# Livraisons d'armes tchécoslovaques en Israël
En préparation de la Guerre israélo-arabe de 1948, l'Agence juive, l'organisation qui dirige le proto-État sioniste du Yichouv soumis à un embargo sur les armes, met en place l'opération Balak visant à assurer des livraisons d'armes à sa force d'autodéfense, la Haganah. C'est dans ce cadre que plusieurs livraisons d'armes tchécoslovaques en Israël ont lieu entre juin 1947 et le 31 octobre 1949. 
Certaines de ces armes sont de fabrication allemande et ont été saisies par l'armée tchécoslovaque. D'autres, toujours de modèle allemand sont issues de la production tchécoslovaque d'après-guerre. 
Les livraisons de la Tchécoslovaquie se sont révélées importantes pour l'établissement de l'État d'Israël. 

## Les contrats d'armes et les livraisons
Le premier contrat est signé le 14 janvier 1948 par Jan Masaryk, ministre tchèque des Affaires étrangères. L'idéologie n'a joué aucun rôle dans cette transaction initiale. Les motivations étaient exclusivement commerciales. Le contrat incluait 200 mitrailleuses MG 34, 4 500 fusils P 18 et 50 400 000 cartouches. 
La Syrie a acheté à la Tchécoslovaquie de nombreuses armes destinées à l’Armée de libération arabe, mais la cargaison est arrivée en Israël à la suite de l’intervention de la Hagana. 
Après le coup d'État communiste en Tchécoslovaquie en février 1948, le soutien militaire à l’État naissant d'Israël a augmenté temporairement. Cependant, la politique de soutien de Staline à l'État d'Israël a cessé prématurément, et à la suite de la rupture Tito-Staline, tous les partis communistes ont dû aligner leur politique étrangère sur celle du Kremlin. Dans ce contexte, les communistes tchécoslovaques ont mis fin aux ventes d'armes à Israël[réf. nécessaire]. Le ministre des Affaires étrangères tchèque Vladimír Clementis, principal artisan du programme d'exportations d'armes vers Israël a été victime d'une purge dans le cadre du procès Slánský . 

### Livraisons
La première cargaison composée de deux cents fusils, quarante mitrailleuses MG-34 et de balles a secrètement atterri  dans la nuit du 31 mars au 1er avril sur un aérodrome improvisé à Beit Daras dans un avion cargo affrété auprès de American Skymaster. La deuxième cargaison plus importante, conmprennant 4500 fusils et deux cents mitraillettes, avec des balles  est arrivée au port de Tel-Aviv à bord du Nora le 2 avril, dissimulée sous des oignons et des pommes de terre.  Une troisième cargaison de dix mille fusils, 1 415 mitraillettes et de balles est parvenue au Yichouv par voie de mer le 28 avril. Ceci permettait au commandement de la Haganah d'enfin disposer d’un stock de milliers d’armes pouvant être librement déployé. Ces envois ont joué un rôle décisif dans l'évolution du rapport de force entre Israéliens et Arabes. 
Total des livraisons (confirmées jusqu'en octobre 1948)
Armes d'infanterie
- 34 500 fusils P-18
- 5 515 mitrailleuses MG 34 avec10 000 bandes de munitions
- 10 000 baïonnettes vz.24
- 900 mitrailleuses lourdes vz. 37
- 500 pistolets vz. 27
- 12 pistolets mitrailleurs ZK-383
- 10 fusils semi-automatiques ZK 420
- 500 mitrailleuses légères vz. 26 (expédiées, livraison non confirmée dans les sources tchèques)

Munitions d'infanterie
- 91 500 000 cartouches Mauser 7,92 × 57 mm
- 15 000 000 cartouches 9 mm Parabellum
- 375 000 cartouches 13 mm pour MG 131
- 150 000 cartouches 20 mm pour MG 151
- 375 000 cartouches 7,65 mm pour pistolet vz. 27

### Avions
- 25 avions de chasse Avia S-199

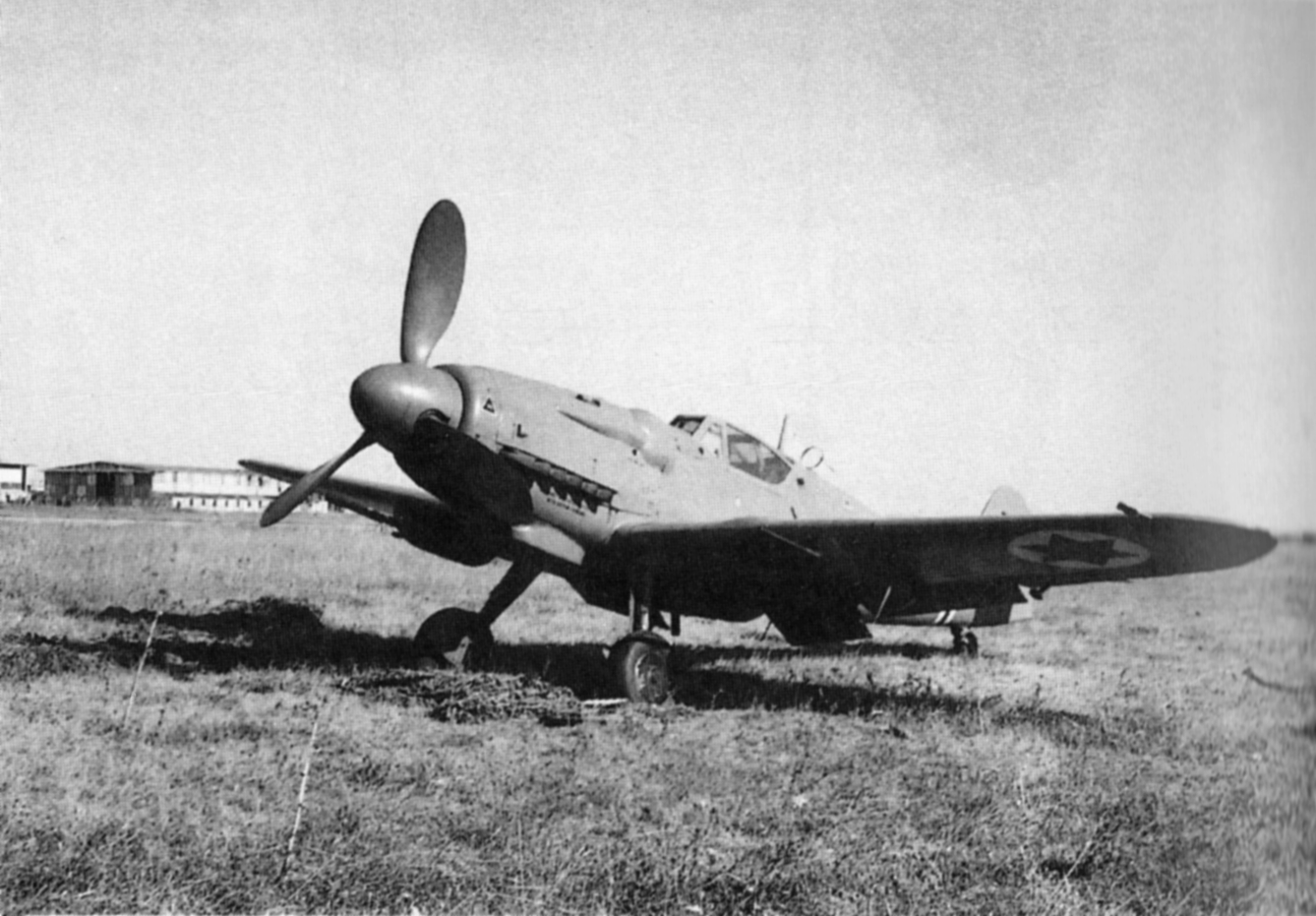
Avia israélien S-199, 1948

- 61 avions de chasse  Supermarine Spitfire Mk. IX

Certains des avions ont été perdus en route vers Israël. La livraison des avions a commencé le 20 mai 1948 et a été effectuée à partir d'un aérodrome tchèque situé près de la ville de Žatec. Certains des avions de combat Avia ont été démontés et envoyés en Israël par  avion cargo. 
Certaines des livraisons n'ont été achevées qu'après la cessation des hostilités. Dix-huit Spitfires seulement ont atteint Israël avant la fin de la guerre par vol direct de Tchécoslovaquie au cours des opérations Velvetta 1 en septembre (6 avions) et Velvetta 2 en décembre 1948 (12 avions), les deux livraisons ont été effectuées avec un ravitaillement en carburant en Yougoslavie. Au cours de l'opération Velvetta 2, les Spitfires ont été repeints aux couleurs de l'armée de l'air yougoslave pour le vol entre Kunovice et Nikšić. Les autres avions, ainsi que 12 moteurs Merlin 66 a été expédié dans des caisses, officiellement déclarées comme de la ferraille. Les livraisons ont duré jusqu'à la fin avril 1950.

## Autres coopérations de défense
La Tchécoslovaquie a également formé 81 pilotes et 69 personnels au sol, certains d'entre eux formant plus tard, la première unité de combat de l'armée de l'Air israélienne. En Tchécoslovaquie, un groupe de volontaires juifs d'environ 1 300 hommes et femmes, soit la taille d'une brigade, a également été formé du 20 août 1948 au 4 novembre 1948  Le nom de code utilisé par les forces armées tchécoslovaques pour l'entraînement était «DI», une abréviation de Důvěrné Israel, soit littéralement « classifié, Israël »). Une brigade mécanisée à moto composée de volontaires juifs formés en Tchécoslovaquie n'a pas pris part au conflit.

## Sources
- Jan Skramoušský: Zbraně pro Izrael, Střelecký Magazín 11/2005
- (en) Arnold Krammer, The Forgotten Friendship : Israel and the Soviet Bloc 1947–53, University of Illinois Press, 1974, p. 54–123.